# Херман Хелмер
Херман Готлиб Хелмер (на немски: Hermann Gottlieb Helmer) е германски архитект от Мюнхенската школа, работил в края на 19 и началото на 20 век. Специализирал се е главно в изграждането на театрални постройки. Съвместно с Фердинанд Фелнер проектира и изгражда около 50 театъра в много градове в Централна и Източна Европа.

## Биография
Роден е на 13 юли 1849 година в Хамбург, Германия. Изучава архитектура в Нинбург и Мюнхен. През 1873 година във Виена, съвместно с Фердинанд Фелнер основава архитектурното бюро „Фернер и Хелмер“, което проектира множество театрални постройки в Австро-Унгария, България, Румъния и Швейцария.
Творчеството на Хелмер не се ограничава в театралното строителство, той участва в работата върху хотелски постройки, обсерватории и т.н.
Сред най-известните постройки, в чието създаване участва, е софийският Народен театър „Иван Вазов“.
Умира на 2 април 1919 година във Виена на 69-годишна възраст.

## Галерия
- Театър на Карлови вари (1886)
- Театър на Карлови вари (1886)
- Народен театър във Виена (1887-1889)
- Градски театър на Залцбург (1892-1893)
- Хърватски национален театър в Загреб (1895)
- Художествен павилион в Загреб (1898)
- Театър за опера и балет в Одеса
- Театър за опера и балет в Одеса
- Опера в Грац (1899)
- Градски театър в Гисен
- Кметство на Лизинг, Виена (1904)
- Народен театър „Иван Вазов“ в София (1907)